# 東静子
東 静子（、1930年〈昭和5年〉8月22日 - 没年不詳）は、日本の女優である。

## 来歴・人物
東京府東京市（現在の東京都）に生まれる。
東宝演技研究所を経て、東宝の専属俳優となる。1953年（昭和28年）に公開された千葉泰樹監督映画『ひまわり娘』で映画デビュー。芸名は東宝の「東」と「宝」を宝田明と分け合って名付けられた。
東宝の俳優専属システム崩壊後は、新星プログループに所属。記平佳枝、川口節子らと共に映画、テレビドラマで長く活躍した。
1998年（平成10年）以降の出演作品が見当たらず、加藤茂雄や川口によると既に故人であるというが、詳細な没年月日は不明である。
加藤は東についてスターではなかったが一流の女優であったと評しており、晩年の作品では『ウルトラマンティガ』が印象的であったと語っている。

## 出演作品

### 映画
- ひまわり娘（1953年 千葉泰樹監督）
- 七人の侍（1954年 黒澤明監督）：百姓の娘
- かくて自由の鐘は鳴る（1954年 熊谷久虎監督）：妻錦
- ゴジラシリーズ
  - ゴジラ（1954年 本多猪四郎監督）：ダンサー（国電 / 遊覧船の女）[1][2][9][5]
  - ゴジラの逆襲（1955年 小田基義監督）：海洋漁業KK社員[5]、料亭「弥生」の女中[5]
  - キングコング対ゴジラ（1962年 本多猪四郎監督）：急行「つがる」の乗客[5]
  - 三大怪獣 地球最大の決戦（1964年 本多猪四郎監督）：公開番組の観客[5]
  - メカゴジラの逆襲（1975年 本多猪四郎監督）：漁師の妻[2][4][5]
- 女性に関する十二章（1954年 藤本真澄監督）：森田はる子
- 透明人間（1954年 小田基義監督）：ナイトクラブの店員[4]・銀座の通行人
- 麦笛（1955年 豊田四郎監督）：劇場の女の娘
- 現代の欲望（1956年 丸山誠治監督）：金太郎（芸者）
- 囚人船（1956年 稲垣浩監督）：梢（酌婦）
- 夜の鴎（1957年 佐分利信監督）：清香
- 大怪獣バラン（1958年 本多猪四郎監督）：杉本研究室研究員[4]
- 銀座退屈娘（1960年 山本嘉次郎監督）：「うずまき」の女中
- ハワイ・ミッドウェイ大海空戦 太平洋の嵐（1960年 松林宗恵監督）：村の婦人
- ガス人間第一号（1960年 本多猪四郎監督）：銀行員
- モスラ（1961年 本多猪四郎監督）：国立総合核センター所員[9]
- 妖星ゴラス（1962年 本多猪四郎監督）：政府関係者
- 続・社長漫遊記（1963年 杉江敏男監督）：造船所の社員
- 女の歴史（1963年 成瀬巳喜男監督）
- 君も出世ができる（1964年 須川栄三監督）：羽田空港到着出口から出て来る女・「シャレード」のホステス
- 宇宙大怪獣ドゴラ（1964年 本多猪四郎監督）：福岡の看護婦
- 奇巌城の冒険（1966年 谷口千吉監督）：ペシルの民
- お嫁においで（1966年 本多猪四郎監督）：電車の乗客・露木家の近所の主婦
- 東宝8.15シリーズ
  - 日本海大海戦（1969年 丸山誠治監督）：宮古島の住民
  - 激動の昭和史 軍閥（1970年 堀川弘通監督）：召集された市民
- ゲゾラ・ガニメ・カメーバ 決戦!南海の大怪獣（1970年 本多猪四郎監督）：セルジオ島民[5]
- 王将（1973年 堀川弘通監督）：東京の旅館の女中
- 狼の紋章（1973年 松本正志監督）：博徳学園高校の教師
- 華麗なる一族（1974年 山本薩夫監督）：看護婦
- ノストラダムスの大予言（1974年 舛田利雄監督）：子供の母親・群衆
- 石坂浩二の金田一耕助シリーズ
  - 悪魔の手毬唄（1977年 市川崑監督）
  - 獄門島（1977年 市川崑監督）：勝野（司葉子）の母
- 雪の断章 -情熱-（1985年 相米慎二監督）：女の浮浪者
- 竹取物語（1987年 市川崑監督）
- 夢（1990年 黒澤明監督）
- あげまん（1990年 伊丹十三監督）：芸者
- 八月の狂詩曲（1991年 黒澤明監督）
- 大病人（1993年 伊丹十三監督）：患者の家族
- 雲南物語（1994年 チョン・ヌァンシン監督）：樹子の母
- CAT'S EYE キャッツ・アイ（1997年 林海象監督）

### テレビ
- でっかい青春 第7話「どんじりの栄冠」（1967年）
- ウルトラシリーズ
  - ウルトラQ 第28話（最終回）「あけてくれ!」（1967年）：病院で叫ぶ女[3]
  - 帰ってきたウルトラマン 第2話「タッコング大逆襲」（1971年）：藤田由紀子（洋装店「スノー」のママ）
  - ウルトラマンティガ 第17話「赤と青の戦い」（1997年）：おばあさん[9]
- 大忠臣蔵（1971年）
- ファイヤーマン 第8話「恐怖のミクロ怪獣」（1973年）：みどり台団地の住人[注釈 1]
- マドモアゼル通り 第15話「明日に向って泣く」（1973年）
- 太陽にほえろ!
  - 第54話「汚れなき刑事魂」（1973年） - 滝田染子
  - 第83話「午前10時爆破予定」（1974年） - 城東大学病院の看護婦
  - 第184話「アリバイ」（1976年） - 田沢家の近所の主婦
  - 第322話「誤射」（1978年）
  - 第612話「怒れる狙撃者」（1984年） - 中村家の近所の主婦
  - 第685話「ロッキーの白いハンカチ」（1986年） - マンションの住人
- 大江戸捜査網 第3シリーズ
  - 第20話「みなごろし長屋騒動」（1974年）
  - 第46話「おんな牢秘話」（1974年）
  - 第78話「隠密同心胡蝶 炎の彼方に」（1975年）
  - 第94話「地下に眠る美女」（1975年）
  - 第133話「闇夜に咲いた夫婦花」（1976年）
  - 第141話「牢破り無情」（1976年）
  - 第149話「涙で斬った地獄花」（1976年）
  - 第173話「仇討ち女三味線」（1977年）
  - 第228話「無法を裁く怒りの群集」（1978年）
  - 第310話「豪雨に消えた謎の美女」（1979年）
- 高校教師 第3話「家庭教師はお呼びじゃない」（1974年）
- 幡随院長兵衛お待ちなせえ 第4話「大江戸暴れ馬」（1974年）
- 破れ奉行 第36話「待伏せ! 老中暗殺」（1977年）
- 暴れ九庵 第15話「下駄が落した愛」（1985年）
- ザ・ハングマンV 第27話（最終回）「マイホームの夢が消えて解散!!」（1986年）
- みちのく鳴子温泉同窓会殺人事件（1988年）
- 陸加賀温泉お見合いツアー殺人事件 実年素人探偵とおんな秘書の名推理 湯けむりの向うに妖しい殺意（1989年）
- ホテル大火災の殺人トリック! 60分の1秒謎解きの死角（1990年）
- 刑事貴族（1990年 - 1992年）[注釈 2]
- 代表取締役刑事（1990年 - 1991年）[注釈 2]
- 魔性の宿・密会殺人事件（1990年）
- エコエコアザラク 第25話「妹」（1997年）
- はみだし弁護士・巽志郎3 女子高生援助交際殺人事件! 歪んだ愛の果て!? 3枚の写真の謎を追い美人検事と鹿児島・指宿へ（1998年）